# Cul de Sac (gruppo musicale)
I Cul de Sac (a volte anche Cul-de-Sac) sono un gruppo musicale alternative rock statunitense formatosi nel 1990 a Boston guidato dal chitarrista Glenn Jones, altro membro stabile del gruppo è il tastierista Robin Amos. La loro musica è prevalentemente strumentale e viene etichettata come post rock. Il loro approccio musicale viene considerato colto e intellettuale, nel loro stile si scorgono varie influenze apportate dall'eterogeneità dei componenti del gruppo, Jones vicino al folk ed alla tradizione americana, Amos cultore del rock sperimentale, Guttmache (primo batterista) appassionato al jazz d'avanguardia.
Il gruppo ha pubblicato in totale nove album di cui uno in collaborazione con il chitarrista John Fahey ed un altro con Damo Suzuki dei Can mentre il leader Glenn Jones cinque da solista.

## Formazione

### Formazione attuale
- Glenn Jones (chitarra)
- Robin Amos (tastiere)
- Jon Proudman
- Jonathan LaMaster
- Jake Trussell

### Ex componenti
- Chris Fujiwara (basso)
- Chris Guttmacher (batteria)

## Discografia

### Album
- ECIM (1991)
- I Don't Want to Go to Bed (1995)
- China Gate (1996)
- The Epiphany of Glenn Jones (1997) - con John Fahey
- Crashes to Light, Minutes to Its Fall (1999)
- Immortality Lessons (2002) - live
- Death of the Sun (2003)
- The Strangler's Wife (2003)
- Abhayamudra (2004) - live - con Damo Suzuki